# Andohajango
Andohajango is een plaats en commune in het noorden van Madagaskar, behorend tot het district Mandritsara, dat gelegen is in de regio Sofia. Tijdens een volkstelling in 2001 telde de plaats 13.049 inwoners.
De plaats biedt naast lager onderwijs ook middelbaar onderwijs aan. 99 % van de bevolking werkt als landbouwer. Het belangrijkste landbouwproduct is rijst; andere belangrijke producten zijn pinda's, mais, maniok en raffia. Verder is 1% actief in de dienstensector.